# Gall & Gall
Gall & Gall B. V. ist ein 1884 gegründeter Wein- und Spirituosenhändler in den Niederlanden und Teil des Konzerns Koninklijke Ahold NV. Die Zentrale befindet sich in Zaandam.

## Geschichte
Gall & Gall wurde 1884 von der damals 33-jährigen Maria Gall als Spirituosen- und  Weinhandel Firma Wed. HJT Gall in der Amsterdamer Ferdinand Bolstraat gegründet. Nach ihrem Tod 1920 übernahmen ihre zwei Söhne, Herman und Jan, das Geschäft und firmierten in "Gall & Gall" um. 1989 wurde das Unternehmen von Koninklijke Ahold übernommen. Ahold integrierte die ebenfalls erworbenen Konkurrenten Alberto, Impodra, Aguilar und Klerks unter dem Gall & Gall-Dach und schuf so einen Wein- und Spirituosenhändler auf Franchise-Basis mit 602 Filialen (Stand:2023). und 1.100 Beschäftigten in den ganzen Niederlanden.

## Weblinks

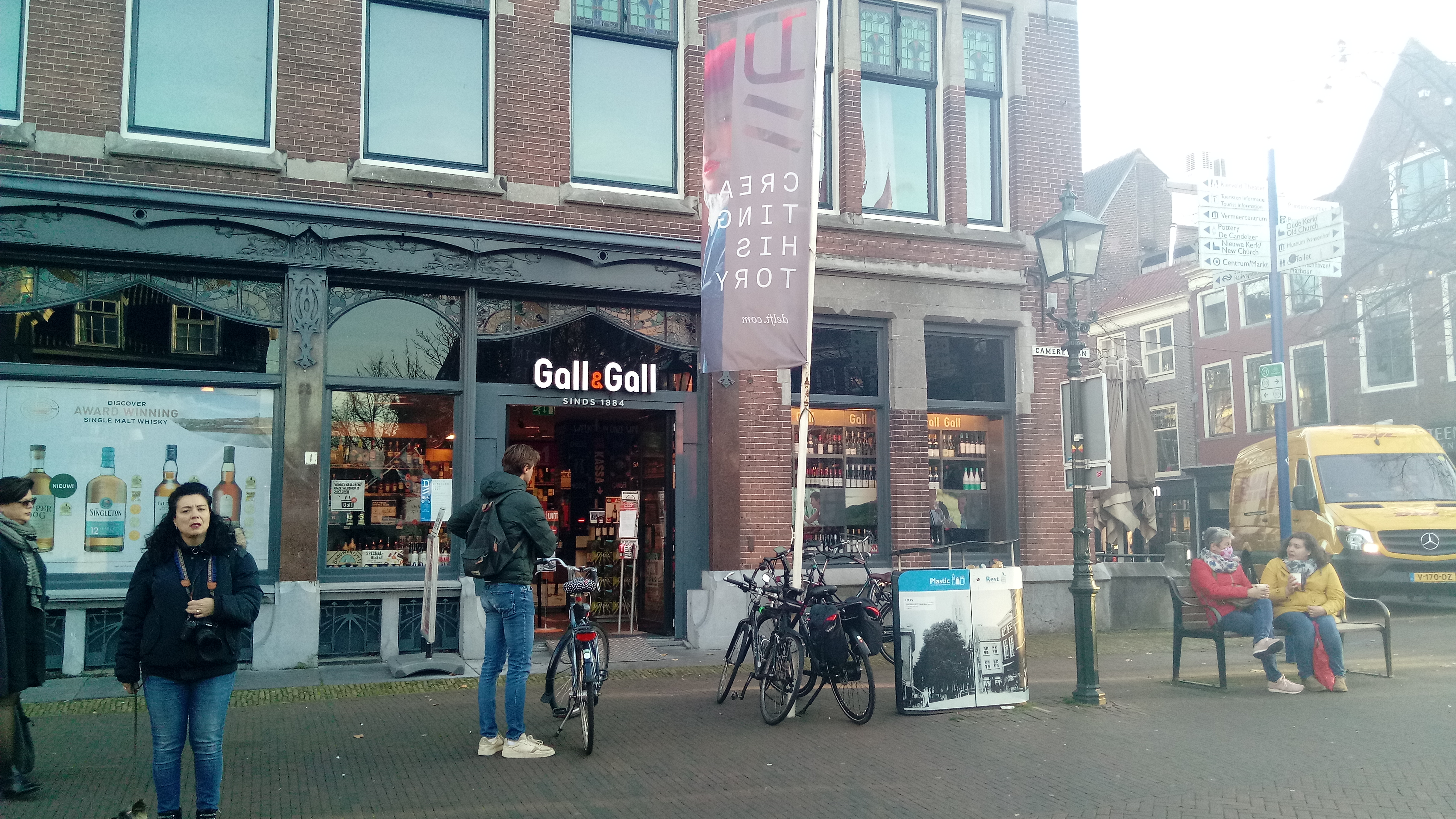
Gall & Gall Filiale Cameretten, Delft (2020)